# علجوم ظفاري
العلجوم الظفاري نوع من العلاجيم ويتبع فصيلة العلجوم الحقيقي. والمعروف أيضًا باسم العلجوم العماني. يوجد في عمان والسعودية والإمارات العربية المتحدة واليمن، موائلها الطبيعية هي الشجيرات الجرداء في المناطق الشبه الاستوائية أو الاستوائية، والأنهار ، والأنهار المتقطعة، وينابيع المياه العذبة، والحدائق الريفية، والمناطق الحضرية، والبرك، والأراضي المروية.